# Terezín / Theresienstadt
Terezín / Theresienstadt je hudební album, které sestavila a nahrála švédská mezzosopranistka Anne Sofie von Otter spolu s dalšími hudebníky jako poctu hudebníkům, kteří prošli během druhé světové války koncentračním táborem Terezín. 

## Okolnosti vzniku

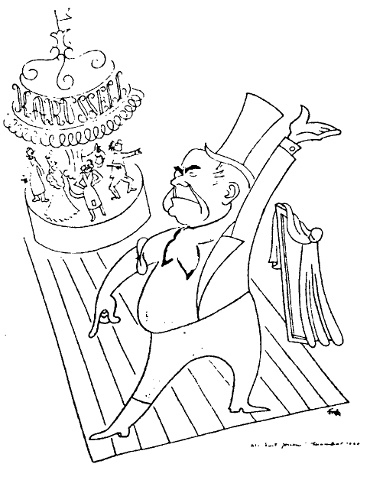
Kurt Gerron v terezínském kabaretu Karussell

Myšlenka nahrát terezínské skladby vznikla v roce 2000, kdy byla von Otter požádána, aby zazpívala na Mezinárodním fóru o holocaustu (International Forum on the Holocaust) ve Stockholmu. Terezín Chamber Music Foundation jí nabídla výběr skladeb, které vznikly v Terezíně, včetně ukolébavek Viktora Ullmanna a Zikmunda Schula. Tato hudba na ni zanechala hluboký dojem a proto se rozhodla vzdát hold těm, "...kdo vytvořili hudbu v podmínkách nemyslitelného utrpení, a kteří tak tragicky přišli o život."
Nahrávky tohoto alba vznikly v únoru 2006 v Teldex Studios v Berlíně a v únoru 2007 v Bavaria-Musik-Studios v Mnichově. Jazykovou poradkyní při nahrávání byla Soňa Červená.

## Seznam skladeb
| Terezín / Theresienstadt | Terezín / Theresienstadt                                                                | Terezín / Theresienstadt | Terezín / Theresienstadt | Terezín / Theresienstadt                               | Terezín / Theresienstadt |
| Pořadí                   | Název                                                                                   | Hudba                    | Text                     | poznámka                                               | Délka                    |
| ------------------------ | --------------------------------------------------------------------------------------- | ------------------------ | ------------------------ | ------------------------------------------------------ | ------------------------ |
| 1.                       | Ich wandre durch Theresienstadt                                                         | Ilse Weberová            | Ilse Weberová            |                                                        | 2:38                     |
| 2.                       | Pod deštníkem                                                                           | Karel Švenk              | Karel Švenk              | úprava Moshe Zorman                                    | 3:10                     |
| 3.                       | Všechno jde!                                                                            | Karel Švenk              | Karel Švenk              | úprava Moshe Zorman                                    | 2:16                     |
| 4.                       | Ade, Kamerad!                                                                           | Ilse Weberová            | Ilse Weberová            |                                                        | 2:23                     |
| 5.                       | Und der Regen rinnt                                                                     | Ilse Weberová            | Ilse Weberová            |                                                        | 1:48                     |
| 6.                       | Ich weiß bestimmt, ich werd Dich wiedersehn!                                            | Adolf Strauss            | Ludwig Hift              | úprava Moshe Zorman                                    | 3:19                     |
| 7.                       | Terezín-Lied                                                                            | Emmerich Kálmán          | anonymní                 | melodie Komm mit nach Varasdin z operety Gräfin Mariza | 2:56                     |
| 8.                       | Wir reiten auf hölzernen Pferden                                                        | Martin Roman             | Manfred Greiffenhagen    | z kabaretu Karussell                                   | 2:56                     |
| 9.                       | Wiegala                                                                                 | Ilse Weberová            | Ilse Weberová            |                                                        | 2:35                     |
| 10.                      | Čtyřverší (Tři písně na texty Arthura Rimbauda)                                         | Hans Krása               | Arthur Rimbaud           | překlad Vítězslav Nezval                               | 1:41                     |
| 11.                      | Vzrušení (Tři písně na texty Arthura Rimbauda)                                          | Hans Krása               | Arthur Rimbaud           | překlad Vítězslav Nezval                               | 2:00                     |
| 12.                      | Přátelé (Tři písně na texty Arthura Rimbauda)                                           | Hans Krása               | Arthur Rimbaud           | překlad Vítězslav Nezval                               | 1:19                     |
| 13.                      | Ein jüdisches Kind                                                                      | Carlo Sigmund Taube      | Erika Taube              |                                                        | 2:44                     |
| 14.                      | Berjoskele (Drei jiddische Lieder (Brezulinka), Op.53)                                  | Viktor Ullmann           | David Einhorn            |                                                        | 5:21                     |
| 15.                      | Claire Vénus (Sonnet V) (Šest sonetů, Op. 34)                                           | Viktor Ullmann           | Louize Labené            |                                                        | 3:36                     |
| 16.                      | On voit mourir (Sonnet VII) (Šest sonetů, Op. 34)                                       | Viktor Ullmann           | Louize Labené            |                                                        | 2:39                     |
| 17.                      | Je vis, je meurs (Sonnet VIII) (Šest sonetů, Op. 34)                                    | Viktor Ullmann           | Louize Labené            |                                                        | 1:22                     |
| 18.                      | Zaslech jsem divoké husy (Čtyři písně na slova čínské básně)                            | Pavel Haas               | Wej Jing-wu              | překlad Bohumil Mathesius                              | 2:39                     |
| 19.                      | V bambusovém háji (Čtyři písně na slova čínské básně)                                   | Pavel Haas               | Wej Jing-wu              | překlad Bohumil Mathesius                              | 2:06                     |
| 20.                      | Daleko mesíc je domova (Čtyři písně na slova čínské básně)                              | Pavel Haas               | Chang Chiu-ling          | překlad Bohumil Mathesius                              | 5:05                     |
| 21.                      | Probdělá noc (Čtyři písně na slova čínské básně)                                        | Pavel Haas               | Chan Jü                  | překlad Bohumil Mathesius                              | 3:27                     |
| 22.                      | Sonáta pro sólové housle 1. Allegro con fuoco 2. Andante cantabile 2. Scherzo 4. Finale | Erwin Schulhoff          |                          |                                                        | 12:00                    |
| Celková délka:           | Celková délka:                                                                          | Celková délka:           | Celková délka:           | Celková délka:                                         | 71:40                    |

## Účinkující
- Anne Sofie von Otter - mezzosoprán
- Bengt Forsberg - klavír
- Bebe Risenfors - akordeon, kontrabas, kytara
- Christian Gerhaher - baryton
- Gerold Huber - klavír
- Ib Hausmann - klarinet
- Philip Dukes - viola
- Josephine Knight - violoncello
- Daniel Hope - housle

## Dokumentární film a záznam koncertu
V roce 2013 (datum vydání 25. října) vyšlo v nakladatelství Deutsche Grammophon DVD s dokumentárním filmem Refuge in Music a záznamem koncertu, který proběhl v Mnichově 20. března 2012. Dokumentární film režírovali Dorothee Bindin a Benedict Mirow. Obsahuje mimo jiné rozhovory s lidmi, kteří přežili věznění v Terezíně a dále rozhovory s Annou Sofií von Otter a Danielem Hopem.